# Cossulinae
De Cossulinae zijn een onderfamilie van vlinders uit de familie van de Houtboorders (Cossidae). De exacte taxonomische positie van deze onderfamilie is onzeker. In Van Nieukerken et al. van 2011 wordt deze onderfamilie in de familie van de Dudgeoneidae geplaatst. In een recenter artikel plaatsen Yakovlev et al. deze onderfamilie in de familie van de Houtboorders (Cossidae).

## Geslachten
(tussen haakjes het aantal soorten in het geslacht)
- Austrocossus Gentili, 1989 (1)
- Biocellata Davis, Gentili-Poole & Mitter, 2008 (7)
- Cossula Bailey, 1882 (25)
- Magulacra Davis, Gentili-Poole & Mitter, 2008 (5)
- Simplicivalva Davis, Gentili-Poole & Mitter, 2008 (10)
- Spinulata Davis, Gentili-Poole & Mitter, 2008 (11)
- Trigena Dyar, 1905 (5)